# 中華民國總統行政專機
中華民國總統行政專機又稱空軍一號、空軍3701或總統座機，是中華民國政府用來護送中華民國總統或其他中央政府高級官員的行政專機。該架機主要是以波音737-8AR機型，總造價4,500萬美元。2000年2月7日，美國波音公司將專機移交給中華民國空軍，並在同年3月20日正式成軍。當前總統專機由空軍松山基地指揮部成員擔任機組人員，並先後服務過前總統李登輝、陳水扁、馬英九及蔡英文等。

## 發展

### 決定汰換

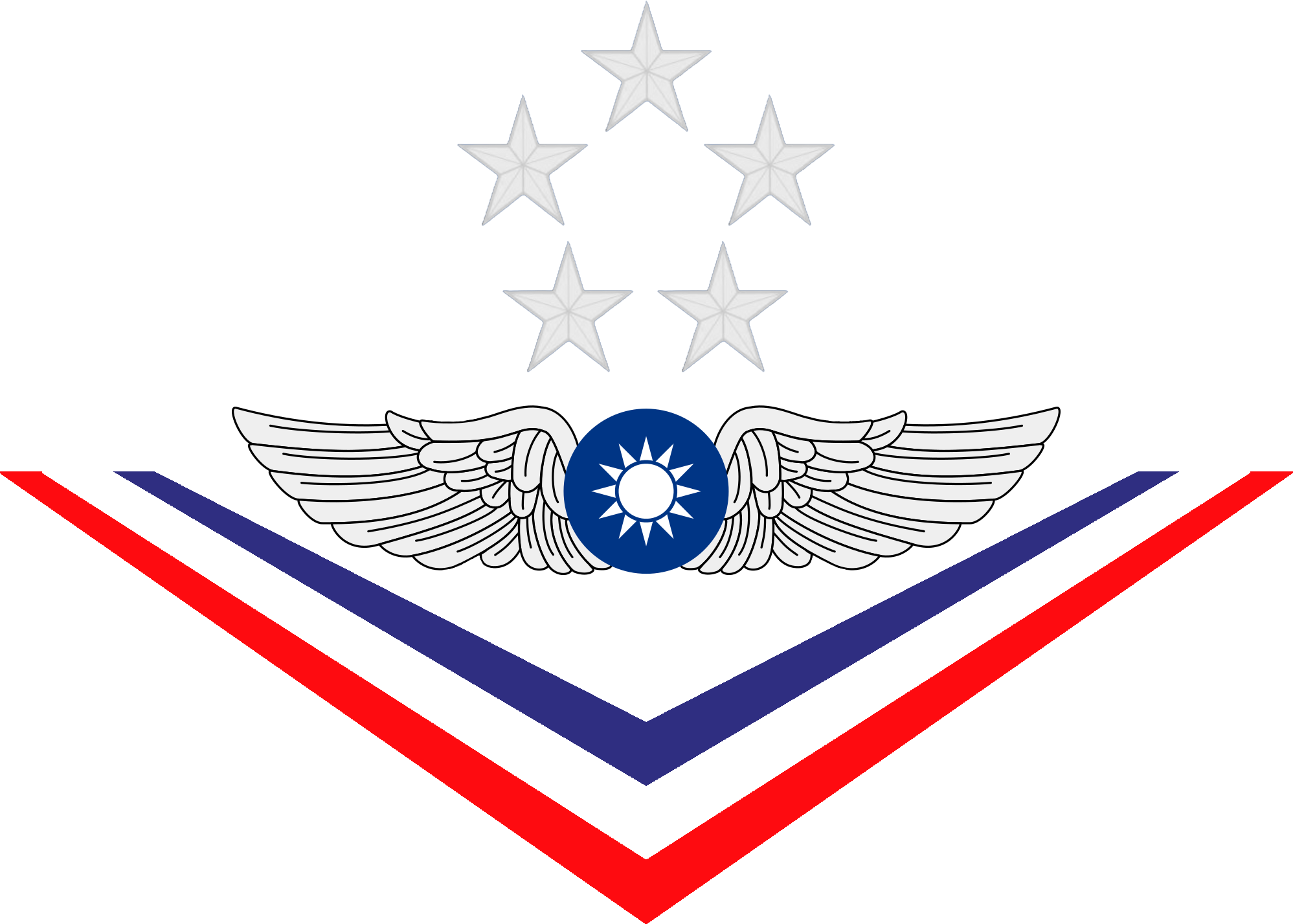
總統座機隊隊徽

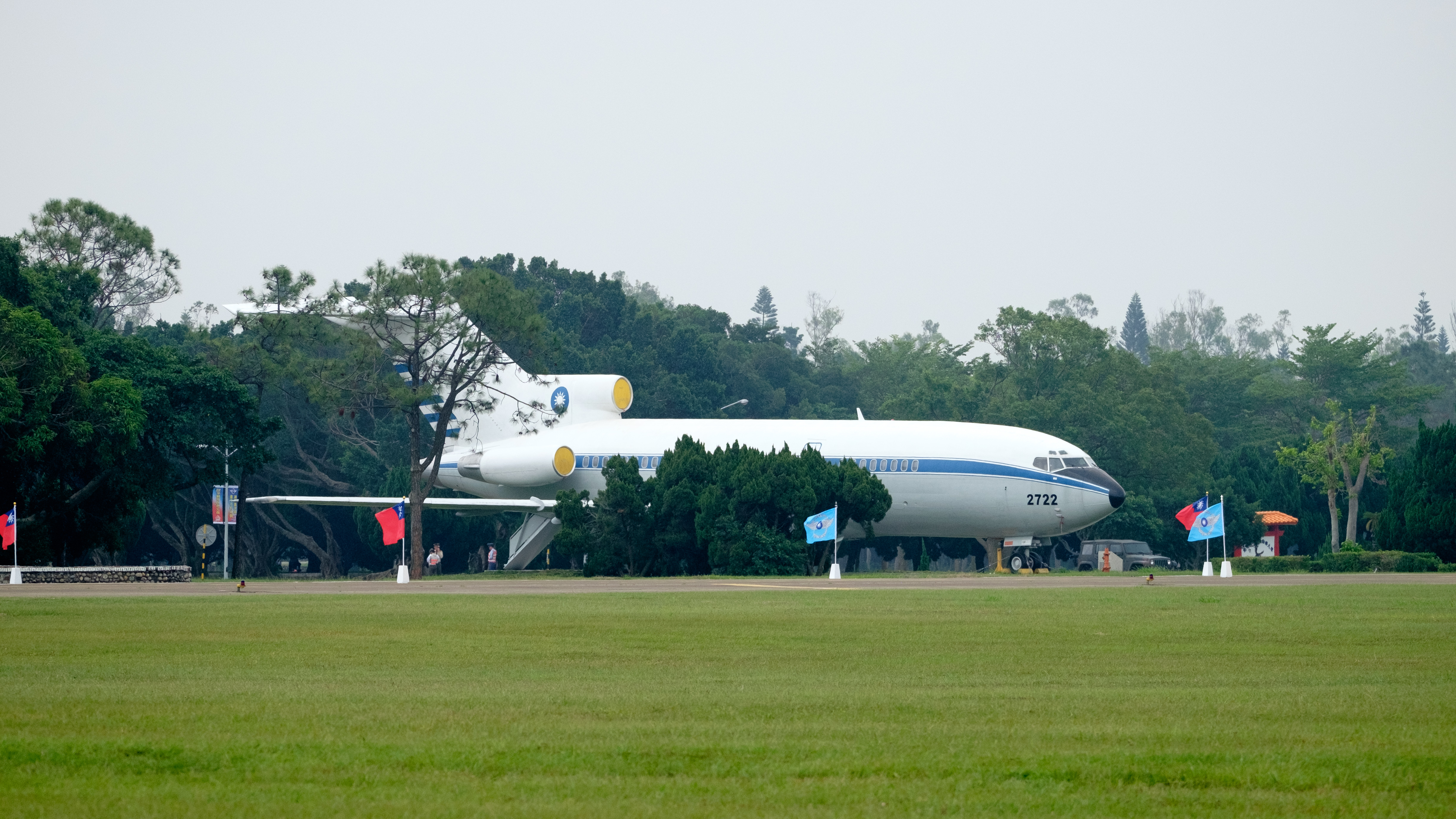
現存空軍清泉崗基地的前代總統行政專機波音727-109，編號2722。

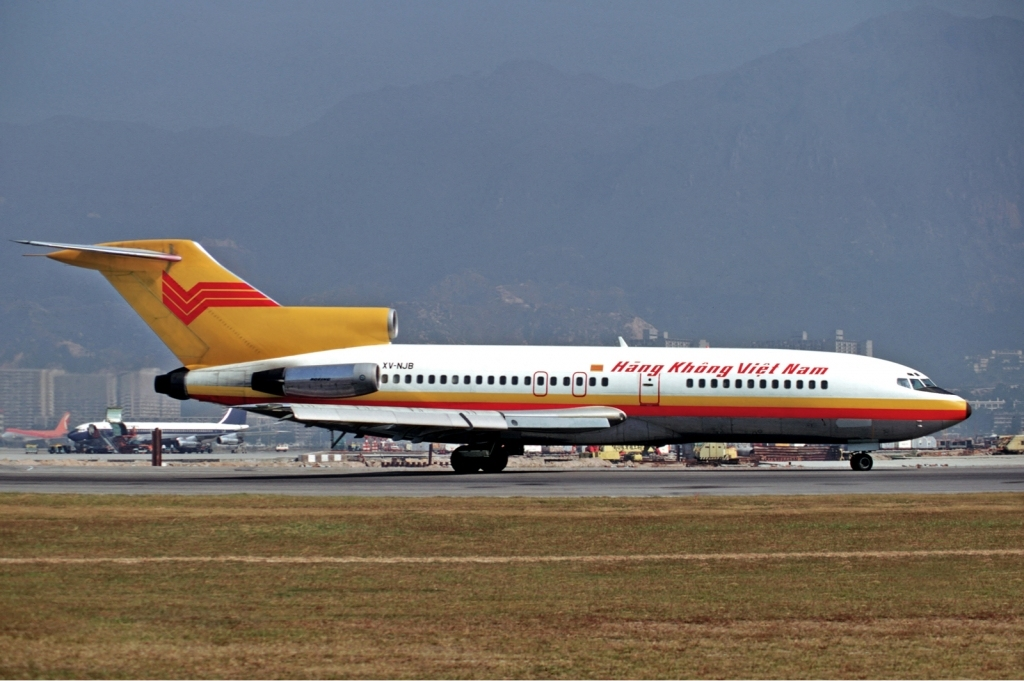
由民航局沒收，轉交給華航的原越南航空註冊編號XV-NJB波音727-121C客機，隨著其他3架華航波音727-100賣給空軍。

1946年至1991年間，中華民國空軍行政專機名稱以中美號命名。
1960年代，中華航空為從螺旋槳客機換為噴射客機，向波音公司購買波音727客機3架，註冊編號B-1818、B-1820、B-1822，分別於1967年2月、1967年9月、1969年2月出廠。1975年4月21日因越南共和國（南越）遭越南民主共和國（北越）的越南人民軍攻陷，時任南越總統阮文紹搭乘飛往臺北的越南航空（Air Vietnam）註冊編號XV-NJB波音727-121C客機流亡至臺灣，成為無國籍飛機，中華民國行政院於1976年1月21日核定，由交通部民用航空局將該機沒入，轉交給華航，於1976年2月華航將註冊編號改為B-188，以上4架波音727-100飛機成為華航營運主力。直到1982年6月23日，華航將該4架波音727-100賣給空軍，空軍將機號改為軍機編號2721－2724，這4架飛機主要負責金門官兵返臺交通。1991年，編號18351的波音720-051B中美號除役後，4架當中編號2722的波音727-109被改裝為總統專機接替任務，其餘3架作為總統專機備用機，故亦屬總統專機之一。也是從空軍座機隊起用波音727-100開始，未再繼續使用中美號之名。

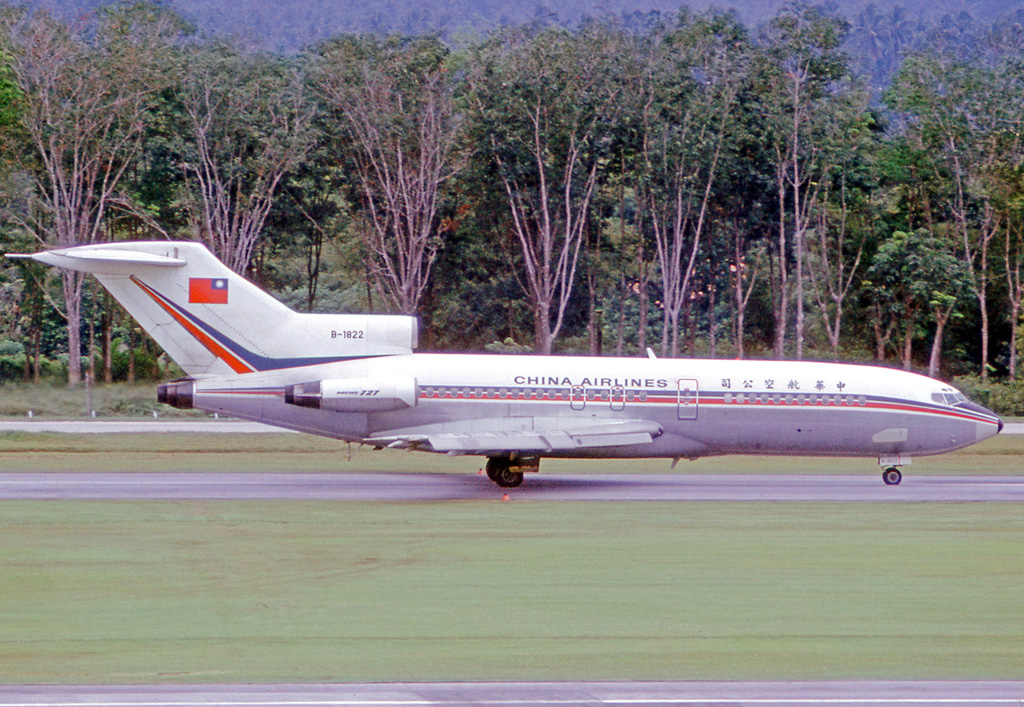
華航購入的波音727-109C，註冊編號B-1822，轉入空軍退役後被賣給中華科技大學擔任實習教具保存至今。

1995年，編號2721（原華航B-1818）與2724（原華航B-188）除役，並拆解報廢。隔年2723（原華航B-1822）也接著除役，但幸運的被賣給中華科技大學擔任實習教具，得以保存至今。至於擔任總統專機任務的2722（原華航B-1820）也在1998年除役，該機從松山機場飛往清泉崗基地交由漢翔航空工業公司保存，漢翔原想當成建教合作教具，後來計畫打消，飛機閒置在機坪雨打日曬。2015年，空軍將2722收回整修，目前展示在清泉崗基地。
在汰除編號2722的波音727總統行政專機後，中華民國國防部提出以「波音727型機換裝」項目，依循商購管道而向美國波音公司採購採購1架全新的波音737-800。同時中華民國立法院在1988年4月通過預算，列在外界不能得知的國防預算機密項目中，當時推估購買飛機與地面裝備約花費新台幣21億元。
然而由於汰換4架波音727-100飛機後，行政專機有1年5個月的空窗期，所以軍方從1998年10月1日到2000年2月1日間租用波音737-43Q（原華航B-18675，租自波音）作為行政飛機，註冊編號B-10001，租用其1年5個月，經費達3億4,000萬元，期間也曾挨批稱更換飛機是為了服務時任中華民國副總統連戰。飛機在1999年12月出廠後，則先飛往美國南部進行艙內改裝。之後中華民國空軍則前往美國接機，並安排由受訓的專機組空地勤人員駕駛返回中華民國。

### 正式成軍
2000年2月7日，漆有中華民國國旗的新機在中華民國空軍駕駛員駕駛下，從美國飛往臺北市松山機場。在滑降道降落後，則沿著滑行道前往空軍松山基地指揮部停機坪接收交機，由指揮官劉創黎和座機組員家屬迎接。中華民國空軍原本計畫在2月17日舉行成軍典禮，並於3月1日正式服勤。而由於仍有飛機試飛、各項選項裝備裝設、系統試飛認證和接機檢查等相關作業必須處理，同時飛行與機務人員換裝也需要相當期程，中華民國空軍總司令部為避免因租約到期而造成任務執行困難，考量讓原本的波音波音737-43Q續租2個月作為因應，經費由軍包機標餘款轉用。
最早由於考量政治敏感性，軍方對於專機內部陳設相當避諱，而不願意明確說明詳細布置。不過為了避免引發行政專機私人使用的政治敏感議題，最後中華民國空軍決定拖延至中華民國總統選舉結束後，才於3月20日正式成軍服役。雖然曾傳出現任總統李登輝和總統當選人陳水扁將共同主持成軍典禮，且新專機將由後者首先啟用；但最後李登輝取消主持行政專機成軍典禮，低調處理的中華民國空軍也未邀請陳水扁參加。
而在2000年4月21日，李登輝便曾經搭乘總統專機從花蓮縣返回臺北市。而在同年5月20日，陳水扁在參與2000年中華民國總統就職典禮後，上任隔天便搭總統專機飛往金門縣，並有時任中華民國國防部部長伍世文、中華民國参謀總長湯曜明上將、中華民國陸軍總司令陳鎮湘上將、中華民國空軍總司令陳肇敏上將、國防部總政治作戰局代理主任陳興國中將等中華民國國軍將領陪同，共同視察陸軍金門防衛司令部作戰指揮中心的防區戰備狀況，傍晚則飛到高雄市。
而在7月14日，陳水扁特地招待新聞媒體記者隨行搭坐總統專機自空軍松山基地起飛，並和兒子陳致中共同出席第443戰術戰鬥機聯隊的經國號戰鬥機成軍典禮，專機為準時抵達會場還特地環繞澎湖群島上空一圈。而陳水扁雖然未正面回應是否籌組聯合政府一事，但以搭乘飛機為例表明立場。其中他表示飛機剛起飛時，難免有些不平穩，這時機上乘客絕對不會要求更換飛機或駕駛，而是有耐心地等待飛機拉高後，便能夠平穩，因此呼籲社會要有耐心、並對自己有信心。

### 更改塗裝

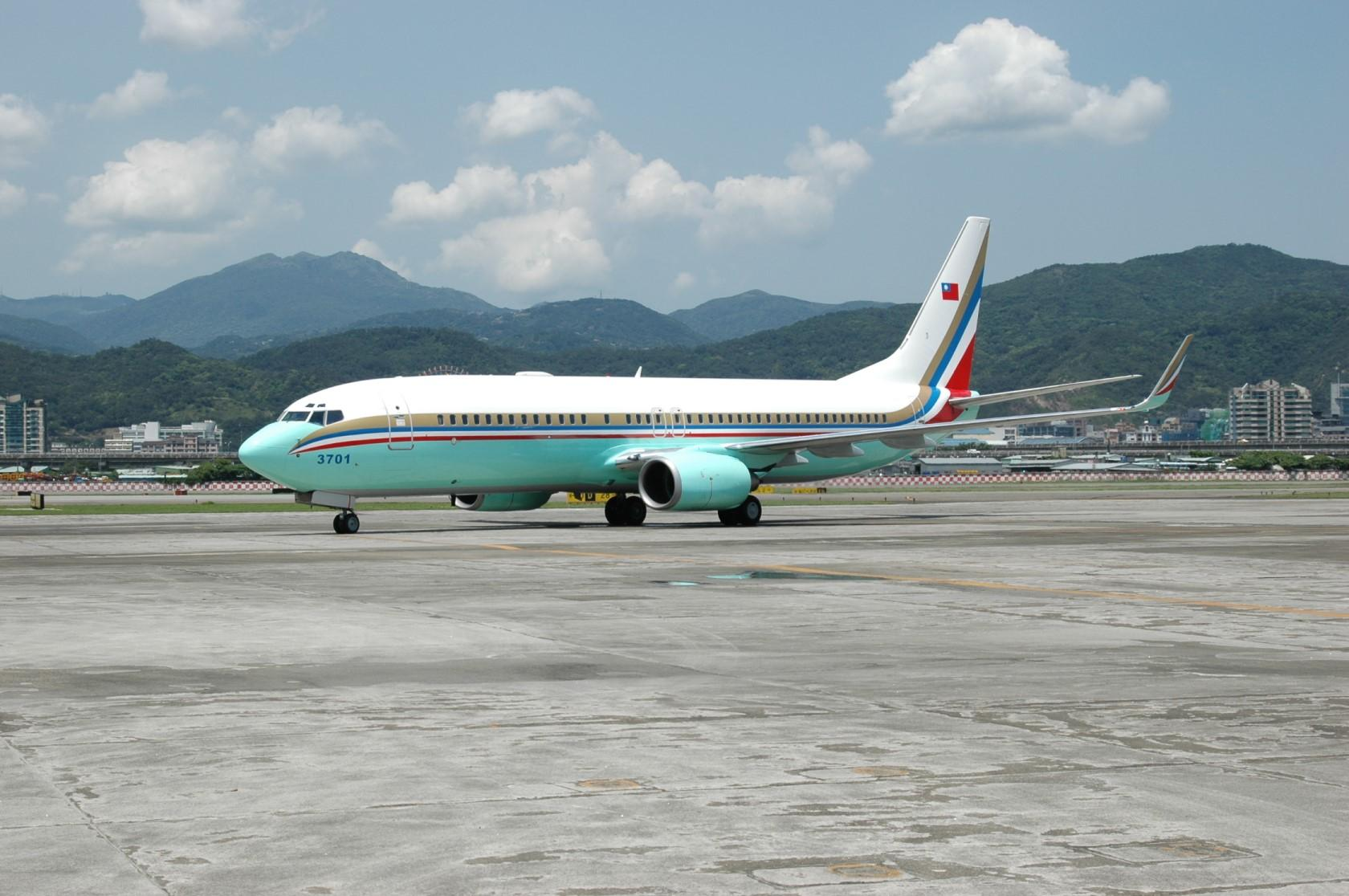
重新更改外觀塗裝的總統專機。

2006年，空軍委託中華航空為總統專機進行定期的C級飛機維修檢查。其中根據波音原廠規定，C級飛機維修檢查必須去除飛機塗裝，透過儀器檢查機體結構，而通常航空業者便會藉機更換全機塗裝或加上彩繪。
空軍考量總統專機除了作為軍機外，同時也是國家精神象徵，因而為此廣泛蒐集各國座機塗裝進行研究，最後設計定案。其中原本採取傳統的空軍兩色塗裝，機身原有塗裝為白色底色，機身中央則有空軍標準藍色的條紋。垂直尾翼後緣則是空軍慣常使用的6條藍色和白色相間條纹，中華民國國旗則安排在登機門上方且尺寸稍小。新版本則換成白色機頂，機腹則為淺綠色設計，機身裝飾有金色、紅色、藍色等色帶，並在垂直尾翼上安排中華民國國旗。
其中空軍也為新塗裝的顏色提供使用定義，分別是白頂（穹蒼白雲）、中間紅藍白條紋（青天白日滿地紅國旗）、金色中體（陽光）、底部淡綠（代表國運昌隆、生機蓬勃）。對於總統專機機身更改外觀塗裝、並加入引人注目的綠色後，立即被飛機迷拍攝並張貼在網際網路上，然而軍方表示外界不不應該有過多聯想。不過大部分網友則是提出評價負面，例如知名的「玉山虛擬航空公司」網站便有90%以上成員給予負面評價，僅有2%喜歡設計結果。
其中多數網友批評機身下半段的淺綠色機腹使用顏色不當，外界遂戲稱專機為「牙膏機」、「青蛙機」、「清明節嚇人專機」、「四月一日愚人節」等。另外也有網友張貼中華人民共和國專機的塗裝，認為兩者有著極高雷同度。

### 帛琉任務
2006年9月3月，陳水扁決定搭乘軍方總統專機執行從臺北松山機場飛往帛琉的飛航任務，計畫在9月3日至9月6日參與諾魯、索羅門等友邦舉行的臺灣與太平洋友邦元首高峰會議，出訪團成員還有外交部部長黃志芳、經濟部部長陳瑞隆等人。總統府亦安排華航配合規劃總統專機和民航飛機共行的任務計畫，並向交通部民用航空局申請租用同型客機以搭載隨行新聞媒體和工作人員。
但因為美國不願意讓漆有中華民國國旗的專機過境降落美國屬地關島，以總統專機政治意味過強為由，建議改搭民航飛機。中華民國政府在爭取無效後撤回提案，行程改為從帛琉換搭華航飛機，轉往諾魯和關島後再返國，華航內部接獲指示後也緊急調度第二架波音737客機應變。航行計畫最後轉而動用3架飛機並更換飛機三次，其中出訪團分兩批搭乘總統專機、華航波音737飛往帛琉，隨後總統專機直接返航，華航另外調派波音737前往帛琉。陳水扁在9月5日會於帛琉與記者茶敘，即時回應國內政情。
出訪團團員在9月5日分別搭乘中華航空班機飛抵諾魯並停留半日，9月6日則飛抵關島並舉行華僑宴會，之後集中搭乘中華航空班機返國。其中由於無法入住諾魯與關島，因此陳水扁在9月5日必須在飛機沙發和臥鋪上小憩。不過此舉也被視為試圖爭取美國聯邦政府的支持，泛藍的中國國民黨和親民黨籍立法委員便批評陳水扁浪費國家預算，並估計航行成本高達2,300萬元，比正常航行多花600萬至700萬元。國民黨立委林郁方和孫大千便認為在美國已經表明拒絕過境關島下，應該取消搭乘總統專機出訪的計畫而不要浪費預算。
而在2009年9月，新聞媒體《壹週刊》在報導中指稱陳水扁在訪問帛琉時，曾利用總統專機運送4,000萬美金現金並存入帛琉當地銀行，再分批匯往美國而涉嫌洗錢。2014年8月6日，最高法院檢察署特別偵查組則因為查無不法實據而宣布偵查終結並簽結。

### 恢復塗裝
馬英九在2008年就任總統後，則因為節約能源為理由，一度在前往各地時堅持不搭乘總統專機，而多是臺灣高鐵取代總統專機。不過這舉動被視為與先前喜愛搭乘專機的陳水扁截然不同，新聞媒體和民主進步黨籍立法委員也指稱馬英九在2008年中華民國總統就職典禮時，在南下行程改搭乘高鐵的花費比專機更多，因而一度引起爭論。直到同年7月29日，馬英九為了前往花蓮縣勘災而願意搭乘總統專機，過程中還遭遇亂流。
2009年4月，馬英九趁著飛機在進行例行大修的機會，將專機改回傳統白色底色、藍色邊線的塗裝。不過馬英九並未在總統任內搭乘總統專機出國，也未在專機上休憩過，而僅曾搭乘專機前往中臺灣、南臺灣、東臺灣、及金門縣和澎湖縣等離島。馬英九也曾搭乘總統專機輔選，其中在2014年11月28日上午便搭乘專機飛往屏東縣、高雄市和臺南市，下午則飛往基隆市、桃園市和臺中市，之後則轉往北臺灣的造勢場合。
2015年2月，總統行政專機進行3年一次的進廠保養工作，並在2月11日首度開放新聞媒體參觀。不過由於金門機場因為濃霧影響能見度而關閉，導致所有飛往金門縣的航班大亂，並有上千名返鄉旅客滯留在臺北松山機場。馬英九便曾主動致電給交通部民用航空局局長林志明，表明能夠調度總統專機支援疏運的想法；不過因為軍方運輸機足夠疏運遊客，最後該專機並未真正出動。

### 近期使用
2016年5月29日，上任後首度視察國軍部隊的蔡英文第一次搭乘總統專機，從臺北松山機場飛往花蓮佳山基地，視察開鑿山腹興建而成的戰鬥機洞庫、滑行道、指揮所等設施。之後返回花蓮機場的空軍花蓮基地，視導第401戰術戰鬥機聯隊的F-16 Block 20。不過也曾在搭乘專機飛抵花蓮縣，並先後出席花蓮縣警察局東區情治會報及吉安鄉佛光山月光寺祈福法會，但遭批評是為協助輔選花蓮市市長。

## 設計

### 機型配置
總統行政專機為波音737-800中型客貨機改裝而成，編號「3701」，是指波音737總統專機第一架。該專機除了是中華民國第七代總統專機，也是首架全部新造的總統專機，總造價為4,500萬美元。不過原本「空軍一號」是美國總統專機用於航空識別的無線電呼號，而非專指特定飛機；不過中華民國受到1997年的好萊塢電影《空軍一號》廣受歡迎的影響，許多新聞媒體和航空迷便將總統座機跟著暱稱為「空軍一號」專機。
大致上總統行政專機外型與普通波音737客機大體相同，僅在機背上有白色較大長型突起和兩處黑色塗裝的天線罩，被認為與全球定位系統有關。專機共有2具航空發動機，並搭配用來降落減速用的推力反向器，航速為0.82馬赫。專機飛行最佳航程為2,500海浬，而最遠航程則可達3,000海浬。
另外在2006年，中華民國空軍花費新臺幣200萬元，為總統專機主翼翼梢處加裝波音新發展的具有省油功能之翼尖小翼，而零件原本是中華航空購買安裝給同型機。不過由於翼尖小翼的省油功能，平均要在3個半小時或4個小時的航程才能顯現，大約節省6%或7%；然而由於總統專機航程絕大多數都在臺灣島內或周邊地區，通常約為50分鐘航程，往往起飛拉平後多久就準備下降落地。因此有評論認為按照「省油曲線」，總統專機安裝翼尖小翼不會省錢，反而還會更加耗油。
不過總統專機自從2000年交機後，專機飛行時數在2016年2月時僅有4,000多個小時，遠低於普通民航客機的標準。總統專機每日會返回臺北松山機場停機棚停放，而不會停放在露天機坪上接受風雨吹襲，這使得包括窗戶玻璃等設施和外觀仍然十分新。專機平均3年進行一次進廠保養工作，飛機塗裝的更改則取決於中華民國總統府和中華民國國防部的規定。

### 內部裝潢

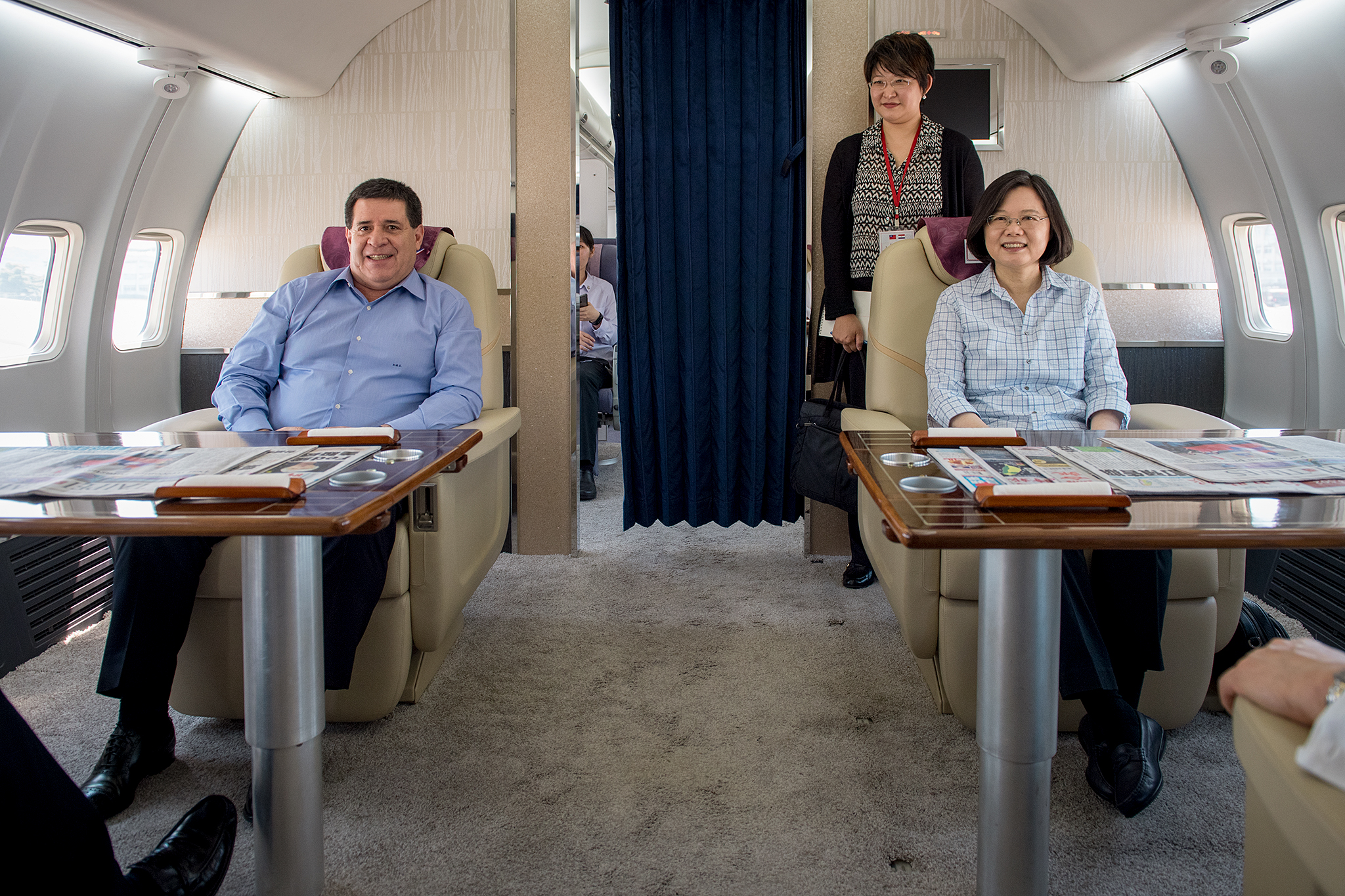
蔡英文與巴拉圭總統奥拉西奥·卡特斯在專機上

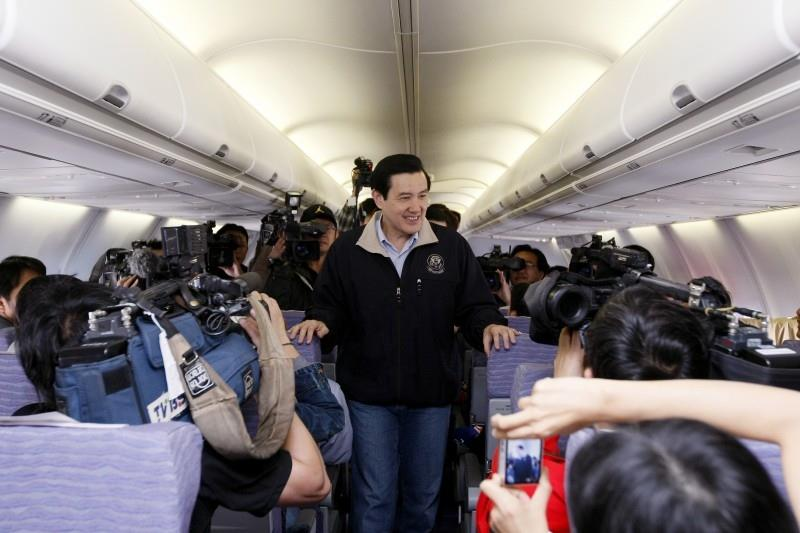
馬英九在專機上向隨行記者致意。

總統專機的內部裝潢比起其他一般富豪或企業採購的私人專機，並沒有特別豪華。其中分為四個區域，總乘客量116名。第一區段為原來在駕駛區後方第一排的頭等艙，改裝為專屬中華民國總統的長官座位專區，具有家庭起居室的格局。其中該區域比照頭等艙設置，安放有4個兩兩對坐的寬大沙發椅作為貴賓席，總統座位則是面對機頭艙門的左後方。兩側座位中間都有長形茶几，總統座位前為木質桌子。木質桌子左方便有可以掀開的盒子，盒內則是專機遭遇緊急狀況時，提供總統聯絡相關單位以行使國家元首和三軍統帥權的飛機衛星通話系統。
位在總統座位區的後方第二區段，則是將商務艙改裝而成的總統私人空間，此區域亦可提供總統休憩、或是與隨行官員開會或彙報工作使用。包括由一組長型沙發座椅和2個商務艙座椅設置而成的更衣區，並以深藍色長簾隔開兩側，另外還有一個人身長的大鏡子。另外還有配備有安全帶的小型臥鋪，能夠讓總統躺平休息。但因為平日總統專機只會在國內飛行，航程不會超過50分鐘；只有陳水扁在2006年搭乘專機前往帛琉訪問時，因為航程約需4個小時而曾經在此休息。
後半部分則是幕僚人員搭乘的隨員艙，當中第三區段官員艙有12個（3排）商務艙座位，提供給首長使用；第四區段隨行人員經濟艙區則有84個（14排）經濟艙座位，提供給隨扈人員使用。不過專機上的座椅與華航的同型機座椅相同，花色也與華航相近；但並無航空公司商務艙與頭等艙的個人視聽等設備，也沒有會議室等空間，不過也曾經規劃安置空中廚房。

### 電子設備
總統專機除了配備符合美國聯邦航空總署適航標準所必須設置的各項航空電子、通訊、雷達設置外，飛機上還另外裝備有安全保密系統、專屬雷達、傳真機、衛星通訊等系統。軍方還陸續為專機改裝軍事用途設備下，包括飛機加設防衛用電戰系統、地面指管通情系統資料鏈路，外觀也因而會添加部分天線。機艙內部也有顯示機台，能夠與民用航空交通管制塔台和中華民國空軍戰鬥管制系統聯繫。
同時透過總統專機上設置的電腦慣性導航系統與衛星通話系統，使得總統能夠在專機上隨時掌握最新訊息或海峽兩岸軍事動態。這些都使得作為三軍統帥的中華民國總統，能在緊急狀況下隨時與國軍聯合作戰指揮中心連線處理危機，並在必要時下達指令。另外國民黨籍立法委員孫大千便在陳水扁訪問帛琉時，表示在野黨猜測此舉若非藉由搭乘總統專機表示總統出訪期間仍掌握權力外，便是希望透過總統專機的通訊系統密切掌握國內百萬人民倒扁運動的情資。
不過由於傳出時任中共中央總書記江澤民從美國購買的專機遭到安置竊聽器以取得情報，中華民國國家安全會議、中華民國國家安全局認為美國情報單位亦試圖背後掌握自身動態，以防範臺灣海峽衝突，並注意到總統行政專機亦購自美國的大型客機，因而曾計畫對飛機機身內部進行全面通訊偵檢，以徹底解除有關安裝竊聽器材的懷疑。

### 機組人員
總統行政專機編制屬於空軍松山基地指揮部下轄的專機單位座機隊，在2005年1月1日改制而成，主要專門提供總統、副總統和重要外賓空中交通任務；不過軍方從未提出「空軍一號」（Air Force One）的飛機命名，該名稱也非任何正式稱呼。空軍松山基地指揮部座機隊對於專機的駕駛和保養，都優先考量安全目標，之後才注重舒適與便捷。同時中華民國空軍本身無權調動，調派專機的權責交由中華民國總統官邸警衛組負責。
機組人員皆由空軍官兵擔任，座機隊平時亦會實行飛行訓練，包括曾參與空軍志航基地的常態性移防訓練。同時由於機組人員負責極為重要的總統飛行安全，亦要求嚴加遵守任何飛行規定。而機組人員亦重視飛行任務前後的各式維修保養、擦拭整備等地勤作業，以確保每次專機飛行任務順利達成。
不過在2013年5月，則發生座機隊隊長蔣正綱不顧隔天勤務而跟部屬餐敘喝酒，違反飛行前24小時不得飲酒的禁令；返回宿舍後，則跟2名已婚女性空服員親暱擁抱和親吻臉頰，甚至開口邀請後者共同返回宿舍休息。空軍松山基地指揮部最早以監視器壞掉處理，並說蔣正綱酒測值為0。而在爆料檢舉光碟出現後，空軍松山基地指揮部則申誡1次，並以任期已滿為由而將他調離現職。對此民進黨的立法委員陳亭妃批評國防部包庇違紀飛官，無法隱瞞才記申誡處分。

### 空服人員
座機隊還為空軍總統專機編制有14名女性軍官擔任空服士，每次總統專機約有4人到6人服務，為空軍專機上的空中服務員。專機上的空服士是極少數執行任務時必須化妝的軍人，且必須特別注意對於中華民國總統敬禮、問候等禮節服務。空服士必須經過口試和筆試才得以出任，相關訓練包括民用航空的禮儀服務、口語廣播等，且必須考取初級救護技術員證照，及進行山林求生與海上求生訓練各1個星期，不過在總統專機上通常只執行基本的服務工作。
總統專機空服士在普通專機任務時，穿著一般勤務使用的藍色空軍軍服；而當飛機搭載總統和副總統時則改穿特殊制服，外觀設計上類似客機空中服務員制服的深灰色外套與暗紫色短裙，並繫上桃紅色領巾。空服士亦會遵循相同服務標準來全力配合中華民國總統的需求，也會為總統喜好不同而提供不同服務，例如馬英九便特別喜愛食用紅豆類甜食。陳水扁則曾經在專機上觀看國軍的《莒光園地》，他表示因為工作繁忙而無法準時收看，但認為擔任三軍統帥而必須和全體中華民國國軍共同觀看節目。
由於空軍沒有空中廚房的服務，因此總統專機並無普通的飛機餐，而是使用軍用不銹鋼圓形雙層便當盒，有時則直接向速食業者或麵包店訂購餐盒。另外只有溼紙巾與花生米是特別訂製的機上用品中，其上印有空軍軍徽和「中華民國空軍」字樣，其他像是飲料等服務都是外購的現成貨。

### 飛行費用

#### 2006年陳水扁總統出訪帛琉
根據航空業者在2006年的保守估計，總統專機使用的波音737-800客機從臺北市飛到帛琉，其中波音737客機每小時約飛行550海浬至650海浬，4個小時航程的燃油耗費成本約30萬元。而若加入機場起降費、人事費用和作業成本，單趟航程成本估計約有70萬至80萬元。不過孫大千則估計飛行時數約8個小時到到10個小時，並以波音737-800專機每小時作業成本38萬元計算，並且加上國外機場購買燃油的開銷，認為總統專機在帛琉行程總共花費近400萬元。

## 保安

### 維安措施

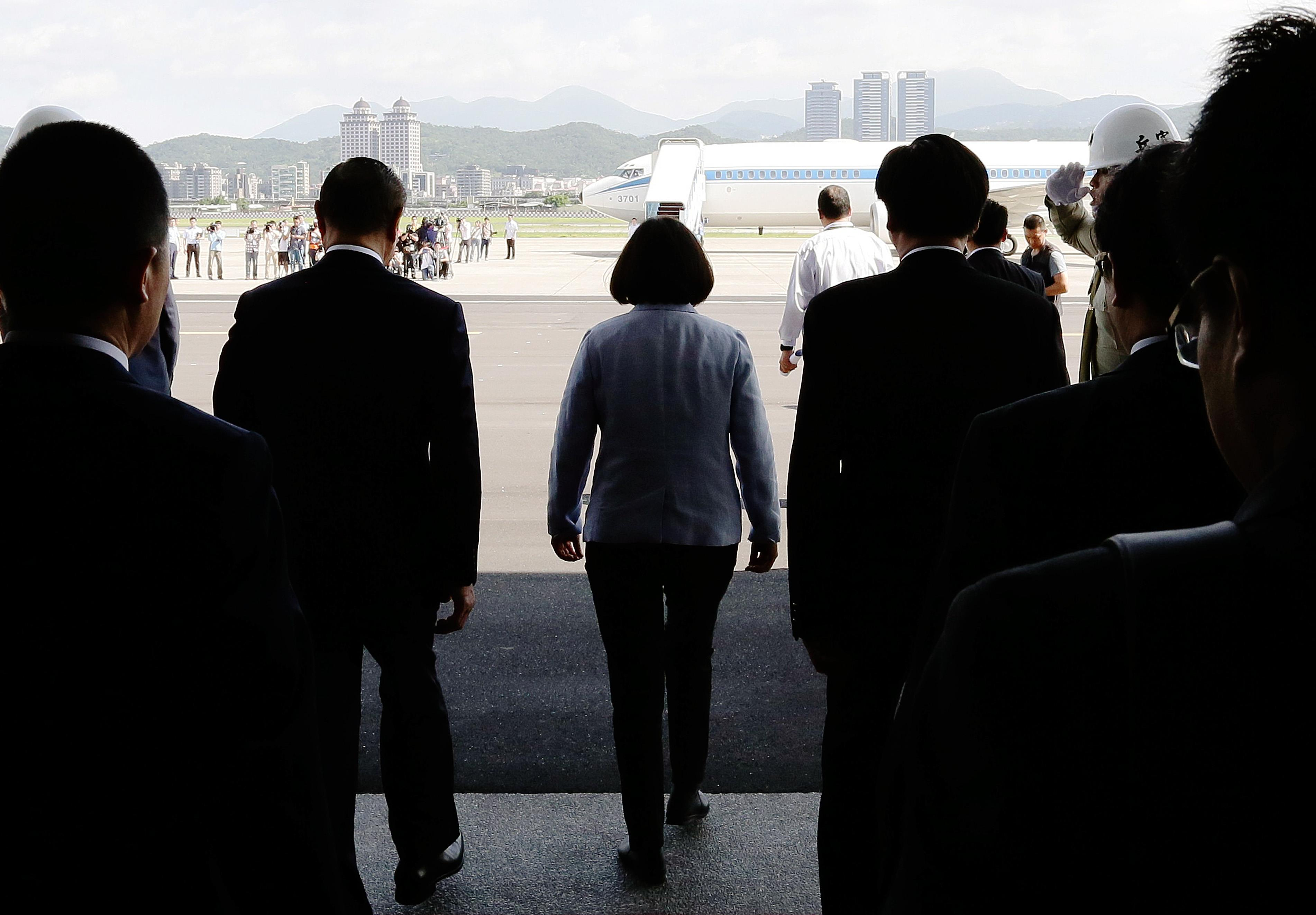
蔡英文以三軍統帥身分，搭乘專機前往視察花蓮佳山基地。

總統專機平常航線採取保密措施，總統搭乘專機也屬於機密事項。不過由於總統行政專機是以民用飛機波音737-800改裝而成，因此在設備規格和維安等級部分都與歐美國家存在著差異，例如機艙窗戶僅使用強化玻璃而不具防彈功能。
依照中華民國的維安慣例，總統登上專機後亦不會坐在固定位置，通常是左右兩側座位隨機安排，以避免行蹤遭到鎖定。同時總統專機大部分時間是在停機坪準備，通常待機時間不會太久。而且在機場屬於管制區的情況下，也能降低總統坐在窗戶旁而被狙擊的機會。
另外在總統下機後，國家安全局特種勤務指揮中心幹員也會監視四周是否出現可疑人物或無攔路陳情民眾。而直到飛機起飛後，特勤中心幹員才能夠跟進撤離機場。國防部和國安局也會指示空軍派遣數架戰鬥機，負責專機空中防衛的任務。

### 安全事件
2014年9月，有飛機拍攝影愛好者在臺北松山機場周邊，透過高倍數相機拍到總統行政專機，並疑似拍到坐在飛機窗戶旁的馬英九身影，隨後拍攝者將照片放在網際網路上。然而專機照片與標註中華民國總統的位置，也引起中華民國總統維安的擔憂。對此新聞媒體推測該名拍攝者極有可能在距離飛機跑道700公尺的置高點拍攝，用肉眼便能眺望到停機坪內的專機。然而軍事專家擔心如果是以SIG SSG 3000狙擊步槍等狙擊槍瞄準馬英九，意味著中華民國總統完全暴露在有效射程的範圍內。
2015年5月，中華民國空軍總統行政專機完成周期性的D級飛機維修檢查後，從臺灣桃園國際機場起飛至東北部外海上空測試，然而當天飛機上的广播式自动相关监视系統全程開啟，使得全程訊號均由航空迷界的著名民間網站「Flightradar24」截收。中華民國國防部則表示該網站能夠查詢資訊，是因為承包的民用航空業者定期檢查並執行試飛任務時，依照規定全系統開機實施檢測，以確保系統正常運作，因此並無違失責任的問題。

## 其他
在面臨距離較遠或者需要前往多個國家的情況下，總統府往往會轉而租用華航或長榮航空的專案包機，而在油水、餐飲等運補亦較有效率。其中包括馬英九在2015年出席兩岸領導人會面、及出訪中南美洲等地，和陳水扁在2005年推動的「南泰專案」與「海洋夥伴·合作之旅」等行程。
另外在飛往臺中水湳機場、馬祖南竿機場等國內少數地區時，則由於當地機場跑道較小，而多搭乘另一架編號「5001」的福克50螺旋槳行政專機。而馬英九在2016年飛往太平島時，則是先搭乘總統專機從臺北松山機場飛往屏東機場，之後改搭乘C-130運輸機降落在東沙機場上。
不過總統府則將總統搭乘的飛機統一視為具有主權象徵的「空軍一號」，且無論飛機機型為波音737、備用機福克50、比奇1900、民航飛機或C-130運輸機，在空中亦會有戰鬥機護航。